# 曼努埃尔·阿坎吉
曼努埃尔·奥巴费米·阿坎吉（德語：Manuel Obafemi Akanji；1995年7月19日—），出生于瑞士维森丹根，瑞士职业足球运动员，场上司职后卫，现效力于英超球队曼城。瑞士国家足球队成員。

## 俱乐部生涯

### 早年
阿坎吉在维森丹根当地的“维森丹根足球俱乐部”开始了自己的职业生涯。2007年5月，阿坎吉转到了温特图尔的青年队。在他早年的时候，他为该家俱乐部的U18梯队出场比赛，后来转到了二队。在2014-2015瑞士挑战联赛中，阿坎吉已经入选了常规首发名单中。他已经为温特图尔在此前一年的联赛中出场了2场比赛。

### 巴塞尔
2015年4月15日，巴塞尔官方宣布，阿坎吉将会转会到该俱乐部参加2015-16赛季瑞士超。他于2015年9月26日对阵卢加诺的比赛中替补出场，在瑞士超中首次亮相。在费舍尔手下，阿坎吉随队赢得了该赛季的瑞士超冠军，然后又在随后的一个赛季中再次夺取联赛冠军。对于俱乐部来说，这是他们的连续第八个联赛冠军，也是他们队史的第20个联赛冠军。他们也赢得了球队历史上的第12个瑞士杯冠军，这意味着他们已经在俱乐部历史上第六次获得了双冠王。
作为瑞士超冠军，巴塞尔进入到了2017-18欧冠的小组赛阶段。阿坎吉打满了小组赛全部6场比赛的全场，帮助球队以小组第二的身份晋级到了淘汰赛。2018年1月15日，巴塞尔官方宣布阿坎吉将会加盟德甲的多特蒙德。

### 多特蒙德
在2018年的冬窗，阿坎吉以1800万欧元的转会费转投多特蒙德。他签下了一份2022年6月到期的4年半的合同。9月18日，阿坎吉在多特蒙德对纽伦堡的一场7-0的大胜里打进了自己的第一粒德甲进球。在2019/20赛季的德甲联赛，由于多特蒙德未能对拜仁慕尼黑形成挑战，阿坎吉因其代价高昂的错误而受到广泛批评。 他是该赛季球队中薄弱环节的主要球员之一。

### 曼城

#### 2022-23赛季
2022年9月1日，阿坎吉加盟英超卫冕冠军曼城，签约至2027年，身披25号球衣，据报道转会费为1500万英镑。五天后，他首次代表曼城首发，最终在欧冠的这场小组赛中客场4-0战胜塞维利亚。9月17日，他在客场3-0战胜狼队的比赛中首次亮相英超联赛。他被评为俱乐部十月最佳球员。2023年5月17日，他在欧冠半决赛次回合主场4-0战胜皇家马德里的比赛中的头球攻门打在了埃德尔·米利唐身上，造成米利唐自摆乌龙，打进了他在俱乐部和欧冠联赛中的首个进球。在2022-23赛季英超联赛中，阿坎吉的上场时间比任何其他曼城后卫都多。

#### 2023-24赛季
2023年10月26日，阿坎吉在欧冠小组赛第3轮对阵年轻人的比赛中打进了一球，打破了比赛的僵局，并在最后以1-3客场击败了年轻人，打进这球后，阿坎吉也成为了第一位在欧冠联赛中对瑞士球队取得进球的瑞士球员（不包括乌龙球）。11月4日第11轮的英超赛事中，曼城主场对阵伯恩茅斯，队友多库在禁区外的一脚打门打在了阿坎吉背上并折射入网，使比分被该写成了3-0。最后曼城以6-1主场战胜了伯恩茅斯，这也是阿坎吉在英超联赛中的第一粒进球。11月12日，在英超联赛第12轮曼城客场对阵切尔西的比赛中，阿坎吉又接获B席的挑传头球攻门，为球队扳平比分，连续三场比赛收获了进球，最后球队以4-4的比分战平切尔西。

## 国家队生涯
阿坎吉为瑞士U20出战过2场比赛，他的首秀是在2014年9月7日对德国U20的一场0-0的比赛中。
从2014年开始，他成为了瑞士U21的一员，在3月26日0-3输给意大利U21的比赛中完成了首秀。
阿坎吉的成年国家队首秀是在一场2018年国际足联世界杯预选赛对战法罗群岛国家足球队的2-0的胜利。他打满了全场。
他被选进了在俄罗斯举行的2018国际足联世界杯的瑞士国家队大名单中。 2019年5月，他代表瑞士参加了2019年欧洲国家联赛决赛周，最终瑞士排在了第四名。
在2021年，他被列入了瑞士队参加2020年欧洲足球锦标赛的名单中。他在瑞士队的所有五场比赛中首发出场，帮助球队晋级到四分之一决赛，并在对阵法国的16强比赛中的点球大战中进球，瑞士队最终获胜。然而，在对阵西班牙的四分之一决赛中，他是三名在点球大战中失误的瑞士球员之一，最终瑞士队以2-4失利。2022年9月24日，阿坎吉在对阵西班牙的2022–23赛季欧洲国家联赛A比赛中打进了他的首个成年国家队进球，帮助球队2-1获胜。
阿坎吉是瑞士队参加2022年国际足联世界杯的成员之一，在2022年12月7日对阵葡萄牙的16强比赛中，他打进了瑞士队的唯一进球，最终球队以1-6失利。在2024年6月7日，阿坎吉被列入瑞士队参加2024年欧洲足球锦标赛的名单中。在6月15日的A组首场比赛中，他打满全场，瑞士队以3-1战胜了匈牙利。

## 个人生活
阿坎吉出生在瑞士维森丹根。他的母亲是一名瑞士籍的网球运动员，他的父亲则是一名尼日利亚籍的金融专家。

## 荣誉
巴塞爾
- 瑞士超冠军：2015–16，2016–17
- 瑞士杯冠军：2016–17

多特蒙德
- 德国超级杯冠军：2019
- 德國盃冠军：2020–21

曼城
- 英超冠軍：2022–23[15]、2023–24
- 英格蘭足總盃冠軍：2022–23[16]
- 歐洲冠軍聯賽冠军：2022–23
- 歐洲超級盃冠軍：2023[17]
- 世界冠軍球會盃冠軍：2023[18]

## 外部連結
- Soccerway資料庫：曼努埃尔·阿坎吉